# Лівенський Андрій Олександрович
Андрі́й Олекса́ндрович Лівенський — капітан 2 рангу Військово-морських Сил, 79-а окрема аеромобільна бригада.

## Нагороди
21 серпня 2014 року — за особисту мужність і героїзм, виявлені у захисті державного суверенітету та територіальної цілісності України, вірність військовій присязі під час російсько-української війни, відзначений — нагороджений орденом Богдана Хмельницького ІІІ ступеня.